# Ewa Totwen
Ewa Totwen-Kilarska (ur. 24 maja 1919 w Wilnie, 14 maja 1999 w Gdańsku) – polska projektantka, lalkarka, wykładowczyni Politechniki Gdańskiej.

## Życiorys
Ewa Totwen w 1938 ukończyła Gimnazjum im. Księcia Adama Czartoryskiego w Wilnie. Do 1942 studiowała na Wydziale Sztuk Pięknych Uniwersytetu Stefana Batorego. W 1945 repatriowała się do Polski. W latach 1945–1947 kształciła się w Wyższej Szkole Plastycznej i Wyższej Szkole Teatralnej w Łodzi. Na Wydziale Architektury Politechnice Gdańskiej uzyskała dyplom I stopnia w 1953 i II stopnia w 1969.
Pracowała w Wytwórni Filmów Fabularnych w Łodzi (1952–1953), twórczyni programów telewizyjnych w Gdańsku i Warszawie, jako kierowniczka pracowni mikrofilmów Biblioteki Głównej Politechniki Gdańskiej, a następnie jako nauczycielka akademicka w Dziale Norm i Patentów oraz Informacji Naukowo-Technicznej. Od 1972 członkini Stowarzyszenia Architektów Polskich, Oddział Wybrzeże.
Współtworzyła wileński Teatr Łątek. Od 1937 zajmowała się tworzeniem marionetek, scenografii, animatorstwem. Do 1951 prowadziła z matką i siostrą Teatr Lalek w Gdańsku. Z Olgą Totwen zrealizowała pierwszy film marionetkowy – „Wspólnymi siłami” (1952–1955). Przygotowywała programy marionetkowe dla telewizji. Tworzyła teatrzyki lalkowe z dziećmi w Gdańsku i na prowincji, także w szkołach specjalnych. Jest twórczynią techniki papierowej dla budowy lalek w teatrach amatorskich. Prowadziła kursy budowy lalek, animacji, reżyserii.W późniejszych latach była także dyrektorką i kierowniczką artystyczną teatru.
Pochowana na Cmentarzu Srebrzysko w Gdańsku.

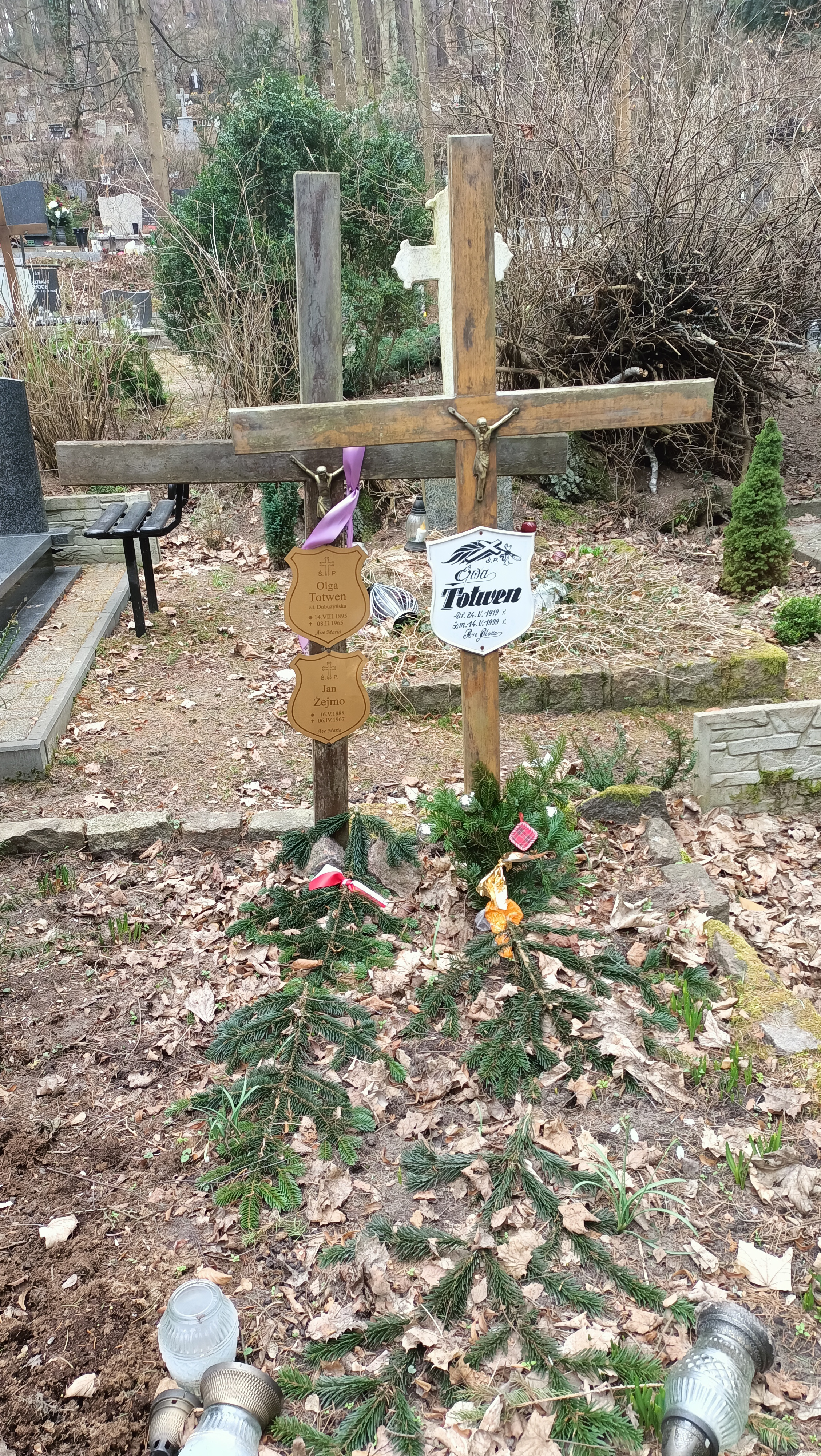
Grób Ewy i Olgi Totwen na cmentarzu Srebrzysko w Gdańsku

Córka Stanisława i Olgi Totwen. Siostra Ireny Totwen-Nowakowskiej. Matka Grażyny Totwen. Żona Macieja Kilarskiego.
Wspomnienia i fragmenty pamiętnika Ewy Totwen znalazły się w zbiorach Działu Widowisk Lalkowych Muzeum Archeologicznego i Etnograficznego w Łodzi. W 2021 jeden z punktów widokowych z Pogańskiej Góry w Gdańsku nazwano imieniem „Totwenek” (tj. Olgi, Ewy i Ireny).